# Záskalie (okres Považská Bystrica)
Záskalie (maďarsky Sziklahát, dříve Zászkál) je obec na Slovensku v okrese Považská Bystrica. Žije zde 194 obyvatel. První písemná zmínka o obci pochází z roku 1379.
Obec je sevřena mezi dvěma soutěskami, Manínskou tiesňavou a Kostoleckou tiesňavou.